# EMPiK
EMPiK, appartenant au groupe Empik Media & Fashion, est le leader de la distribution de produits culturels et de loisirs (livres, films, presse, musique, etc.) en Pologne. La marque est également en plein développement en Ukraine : en juin 2010, 153 magasins étaient ouverts en Pologne et 19 en Ukraine,,.

## Historique

### Clubs de la presse internationale et du livre
EMPiK est présent dans le paysage culturel polonais depuis plus de 60 ans. Anciennement connu sous le nom de Clubs de la presse internationale et du livre (pl) la société était pratiquement la seule structure du pays permettant à la population de lire la presse étrangère. EMPiK s’est particulièrement développé pendant les années 1960. En effet, EMPiK mettait à la disposition du public des salles de lecture qui attiraient de nombreuses personnes désirant s’informer, lire des livres, écouter de la musique et se familiariser avec les langues étrangères, les auteurs et l’art.
Les clubs EMPiK ont également décidé de s’engager dans l’éducation. Dans les années 1970, des écoles de langue EMPiK offraient la possibilité de suivre des cours d’anglais, d’allemand, de français mais aussi de suédois ou de japonais. Avec le temps, certains clubs EMPiK se sont transformés en de véritables centres d’enseignement des langues étrangères. L’engagement éducatif d’EMPiK ne s’est pas arrêté là. En 1976, le club de Poznań a notamment ouvert une école de journalisme.
Enfin, dans le but de promouvoir la culture, les clubs EMPiK organisaient des soirées de diffusion de films durant lesquelles les spectateurs pouvaient voir des documentaires ainsi que des rencontres entre le public et des auteurs populaires.

### Le groupe EMPiK
En 1991, les clubs ont été rachetés par Jacek Dębski, Janusz Romanowski et Ronny Bruckner, le fondateur du groupe Eastbridge. Appartenant encore partiellement à l’État polonais, EMPiK a été complètement vendu par le ministère du Budget à Eastbride en 1994 qui a entrepris son développement à l’international.
En mai 2009, EMPiK comptait 134 magasins en Pologne et 23 en Ukraine.
Le groupe Empik Media & Fashion, via ses différentes filiales, est aujourd’hui présent en Pologne, Russie, Ukraine, Kazakhstan, Turquie, République tchèque, Slovaquie, Allemagne et en Suisse.
EMPiK est aujourd’hui une société reconnue qui peut être comparée à la Fnac.
EMPiK continue de développer et diversifier son activité. En 2008, EMPiK et HDS Pologne ont signé un contrat d’investissement et une coentreprise concernant un projet d’investissement commun : la création d’une nouvelle sous-marque : EMPiK Café#. Au début de l’année 2012, une cinquantaine d’Empik Café étaient ouverts en Pologne.
En mai 2010, EMPiK a également procédé à la refonte de son site internet et de sa boutique en ligne qui propose à présent plus de 2 178 000 titres,.

## Autres initiatives
EMPiK est le partenaire d’institutions culturelles importantes telles que le Musée national d’Art Zachęta, le Centre d’Art Moderne et le Château royal de Varsovie. EMPiK est également le sponsor de nombreux projets culturels tels que le Festival de Pâques "Ludwig van Beethoven", l’Ère du Jazz, Planète Doc Review, ainsi que de nombreux autres concerts et festivals.